# Rimae Littrow
Die Rimae Littrow sind ein ausgedehntes System von Mondrillen, das sich westlich des Kraters Littrow am Rand des Mare Serenitatis, in nördlicher und nordöstlicher Richtung erstreckt.
Zwischen den beiden Hauptrillen liegt der Krater Clerke.